# Vojenský průkaz

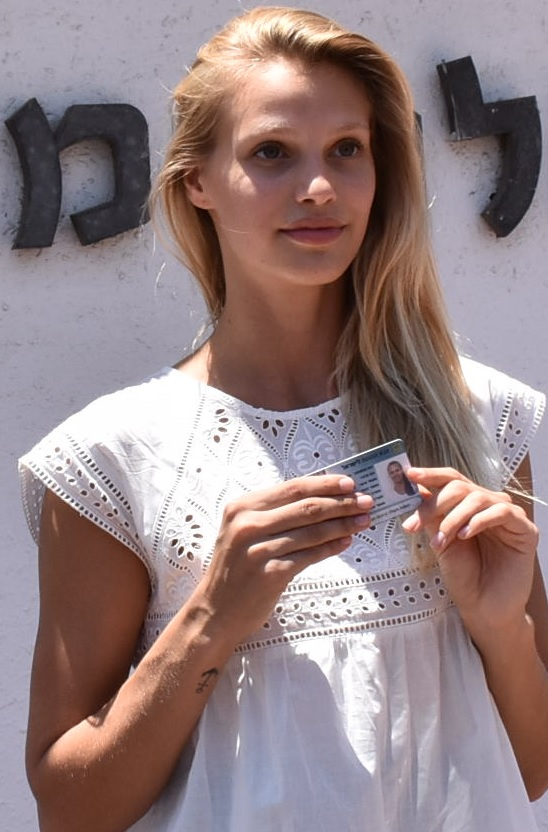
Izraelská modelka Nibar Madar pózuje se svým vojenským průkazem, 2016

Vojenský průkaz, případně vojenská knížka, je osobní doklad, který vydávají ozbrojené síly svým příslušníkům. Požadavek na vydávání takových dokladů vychází z mezinárodního práva, jejich přesné provedení se liší v jednotlivých zemích. 

## Mezinárodní právo
Podle třetí Ženevské úmluvy je každá strana v konfliktu povinna vydat průkaz totožnosti každé osobě podléhající její pravomoci, která se může stát válečným zajatcem (vedle vojáků se tak jedná například i o posádky civilních lodí a letadel či armádní dodavatele). Úmluva také stanovuje základní náležitosti průkazu. Doporučené rozměry jsou 65 x 100 mm a má obsahovat tyto údaje:
- jméno či jména a příjmení,
- vojenskou hodnost,
- matriční číslo nebo podobný údaj,
- datum narození, a
- podpis nebo otisk prstů, případně obojí.

Je doporučeno vydávat průkaz ve dvou vyhotoveních. Upadne-li držitel průkazu do zajetí, je povinen mít alespoň jedno stále při sobě a na požádání se s ním prokázat. Průkaz mu nesmí být za žádných okolností odebrán. Pokud zajatec průkaz nemá, je povinností strany, která jej zajala, mu průkaz vydat.

## Česko

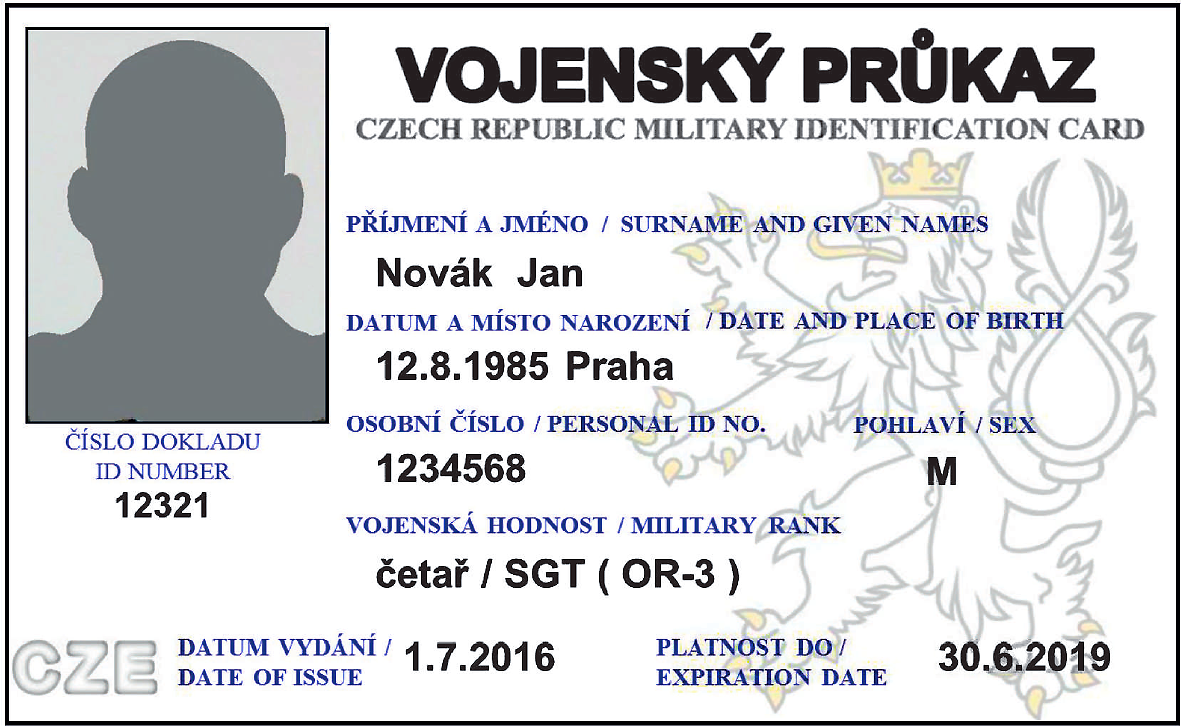
Vzor vojenského průkazu

### Vojenský průkaz
V České republice je vojenský průkaz osobní doklad Ozbrojených sil, který se vydává vojákům z povolání a vojákům v aktivní záloze, s výjimkou těch, kterým byla vydána vojenská knížka. Průkaz je vytištěn na bílé plastové kartě formátu CR-80 o rozměrech 54 mm x 85,6 mm a obsahuje: 
- fotografii o rozměrech 21 mm x 28 mm zobrazující obličej vojáka a odpovídající jeho současné podobě;
- jméno nebo jména a příjmení, datum a místo narození, pohlaví;
- označení státní příslušnosti držitele kódem CZE
- vojenskou hodnost, osobní číslo, evidenční číslo a datum vydání a platnost dokladu.

Údaje se uvádí v českém a anglickém jazyce. Na zadní straně vojenského průkazu jsou uvedeny pokyny k odevzdání vojenského průkazu v případě jeho nalezení, a to v českém jazyce v horní části a v anglickém jazyce v dolní části. Na zadní straně v ohraničeném textovém poli je dále uvedena informace v anglickém jazyce o to, že se jedná o průkaz v souladu se ženevskými úmluvami. Společně s vojenským průkazem se vojákovi z povolání nebo vojákovi v aktivní záloze vydají 2 kusy osobní známky.

### Vojenská knížka

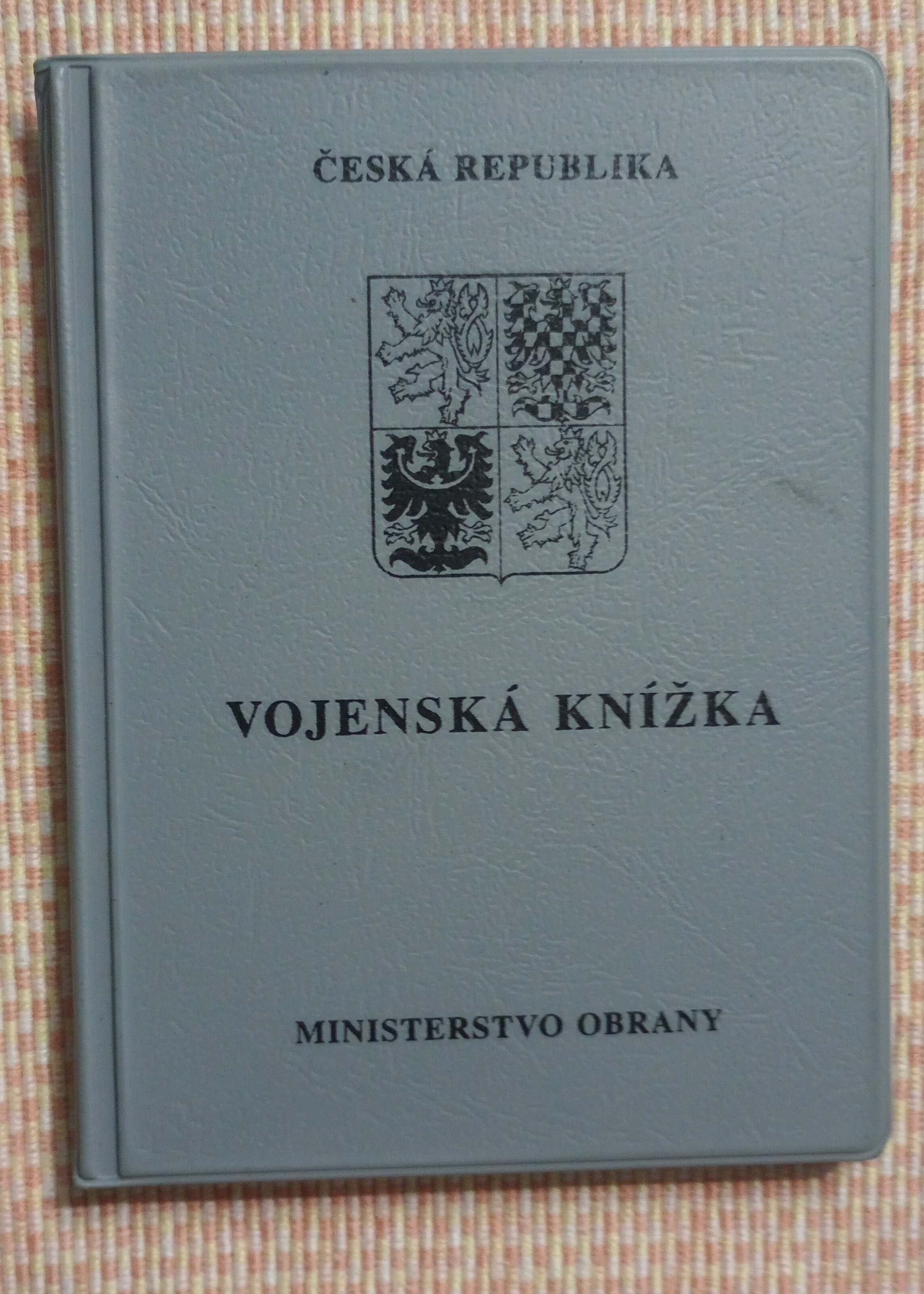
Vojenská knížka vydaná roku 2019

V ČR je vojenská knížka osobní doklad Ozbrojených sil České republiky, který se vydává vojákovi v povinné záloze, pokud mu nebyl vydán vojenský průkaz. Historicky byly jejími držiteli především vojáci základní služby. Po jejím zrušení se vojenská knížka vydává vojákům Aktivní zálohy v základní přípravě a vojákům na dobrovolném vojenském cvičení. Vojenskou knížku vydává krajské vojenské velitelství a předává ji vojákovi osobně nebo ji zasílá jako poštovní zásilku do vlastních rukou. Knížka má šedý plastový obal o rozměrech 115 mm x 88 mm a 52 stran o rozměrech listu 108 mm x 83 mm, a obsahuje:
- fotografii o rozměrech 35 mm x 45 mm zobrazující obličej vojáka odpovídající jeho současné podobě;
- jméno nebo jména a příjmení, datum narození, pohlaví;
- vojenskou hodnost, vojenský útvar, osobní číslo, evidenční číslo, vojenskou odbornost, údaje o výkonu vojenské činné služby; a
- datum vydání a podpis oprávněné úřední osoby krajského vojenského velitelství, které vojenskou knížku vydalo.

Jméno nebo jména a příjmení, datum a místo narození, pohlaví, vojenská hodnost, osobní číslo, evidenční číslo, datum vydání a platnost dokladu se uvádí v českém a anglickém jazyce, ostatní údaje se uvádí v českém jazyce. Na první straně vojenské knížky je uvedeno poučení pro držitele a pokyny pro nálezce v českém a anglickém jazyce.
Historické vojenské knížky

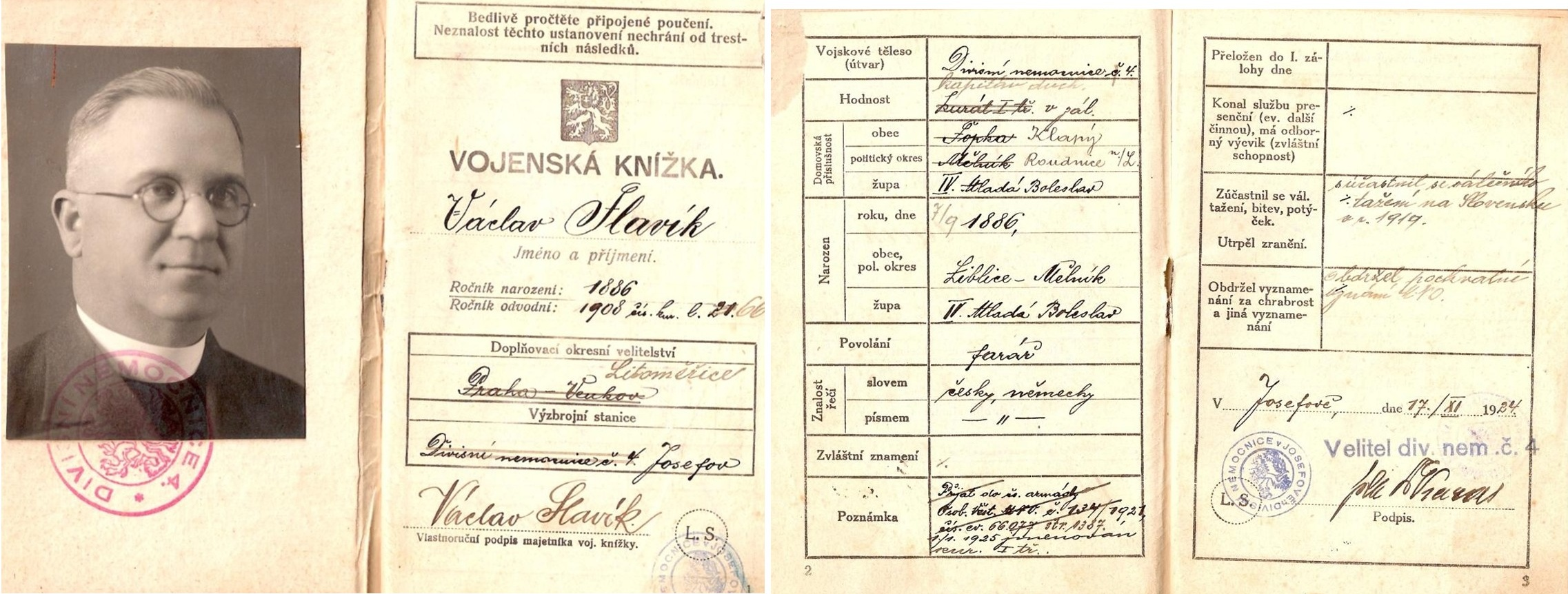
Vojenská knížka Václava Slavíka (1924)
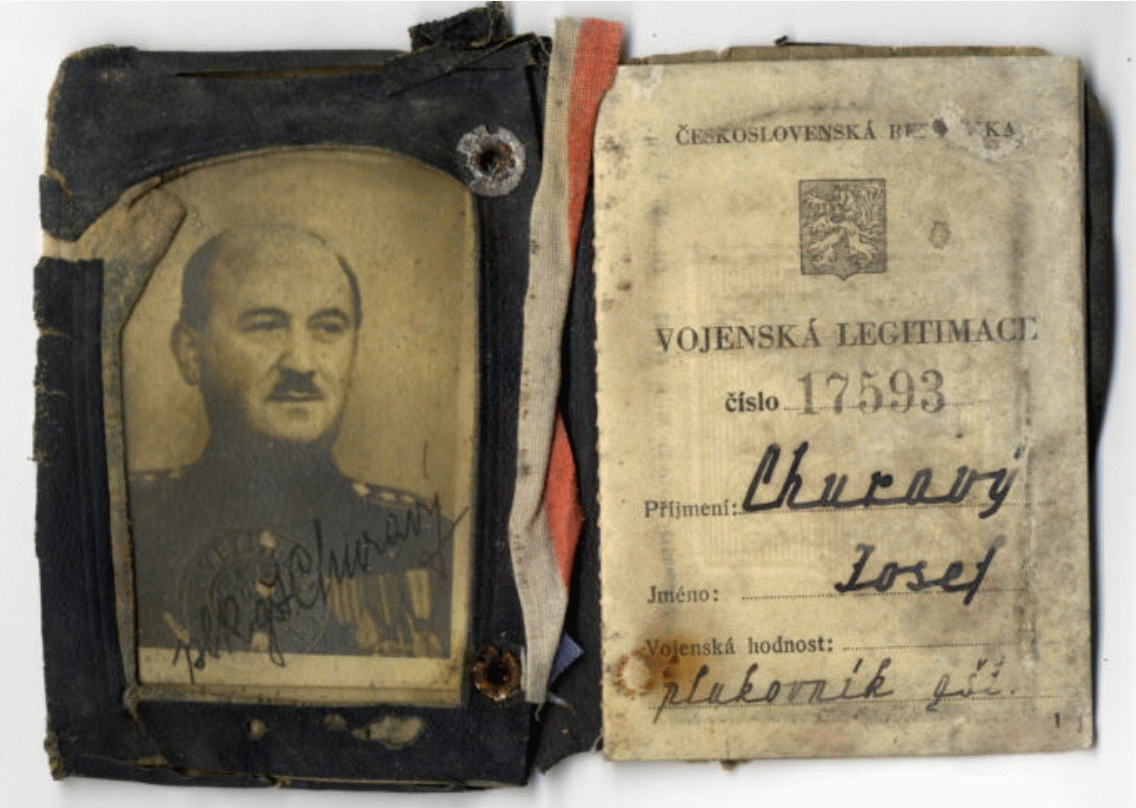
Vojenská legitimace Josefa Churavého (cca 1930)
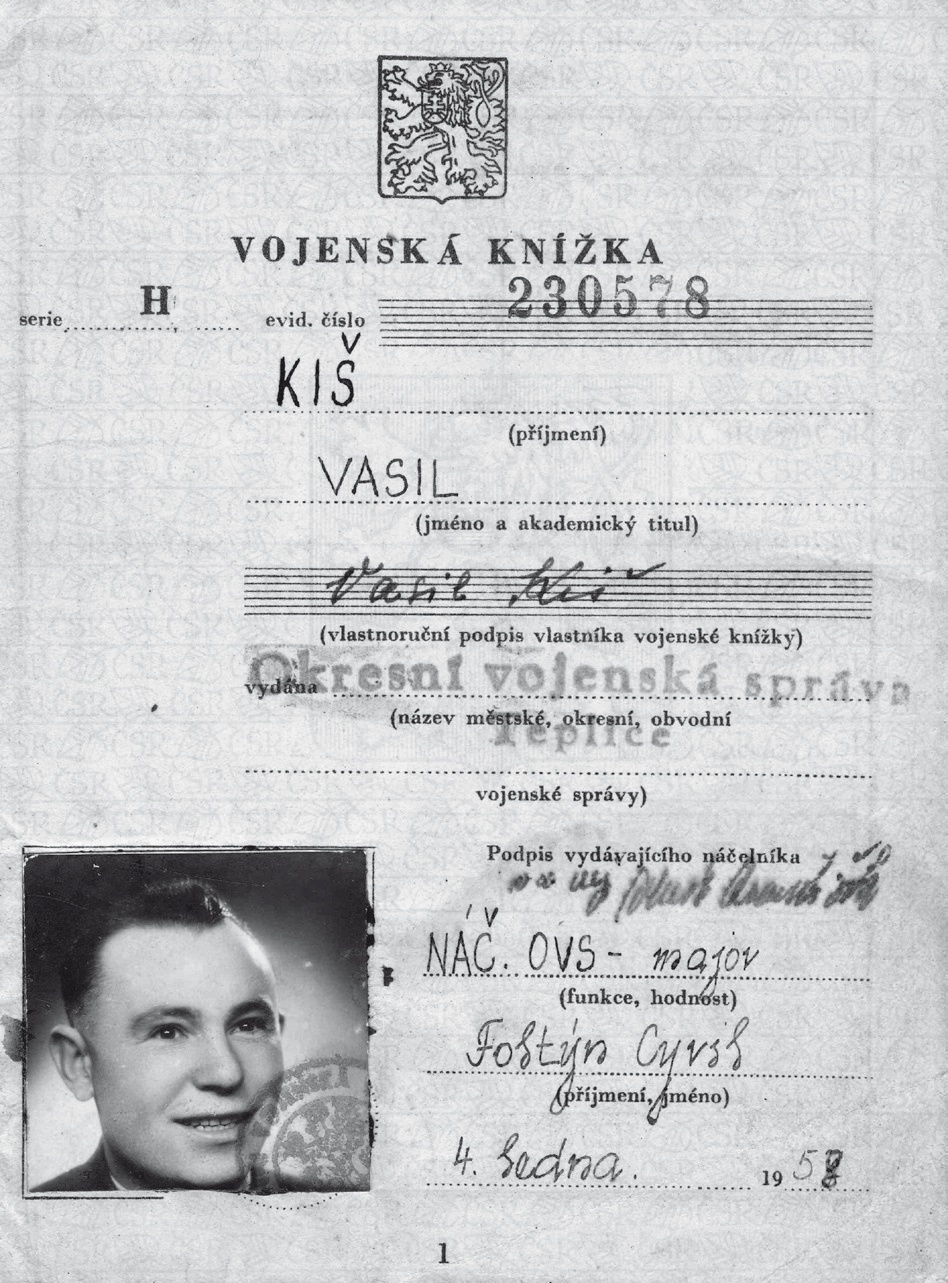
První strana vojenské knížky Vasila Kiše (1958)
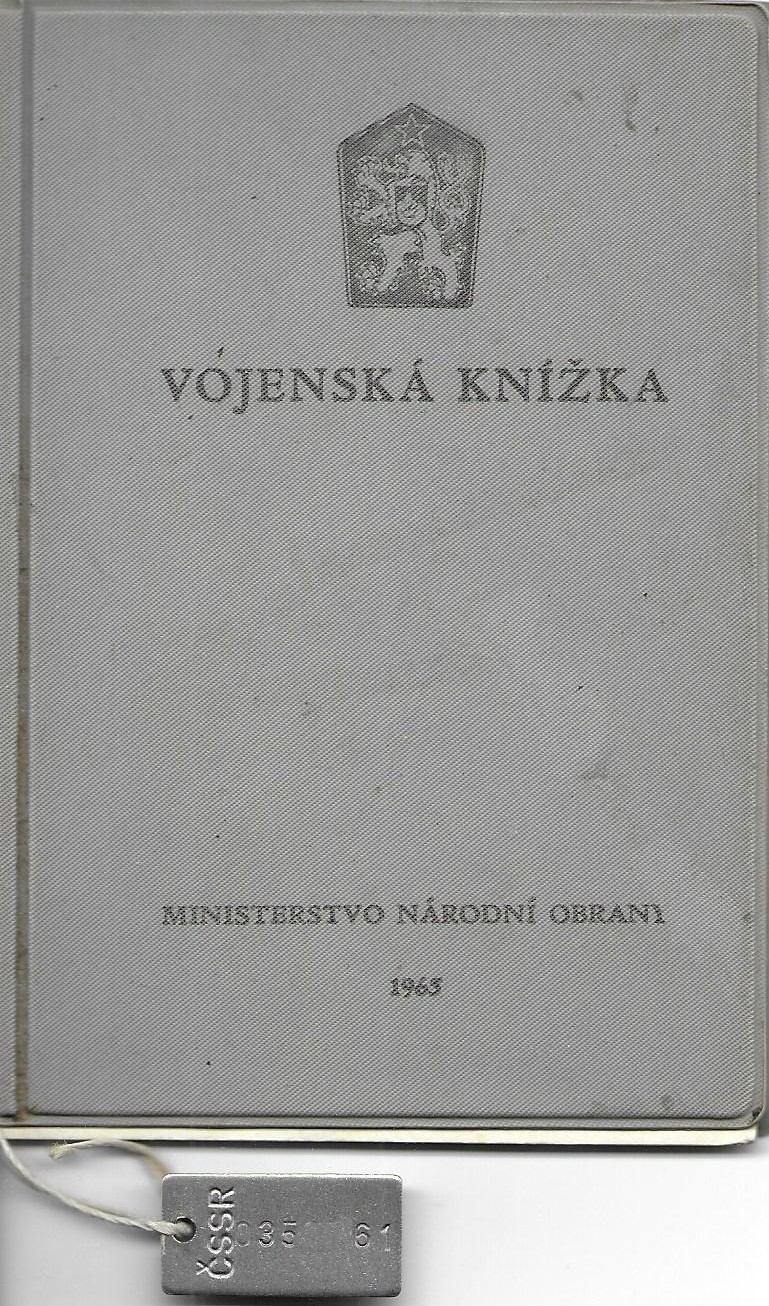
Vojenská knížka z roku 1965 spolu s vojenskou známkou
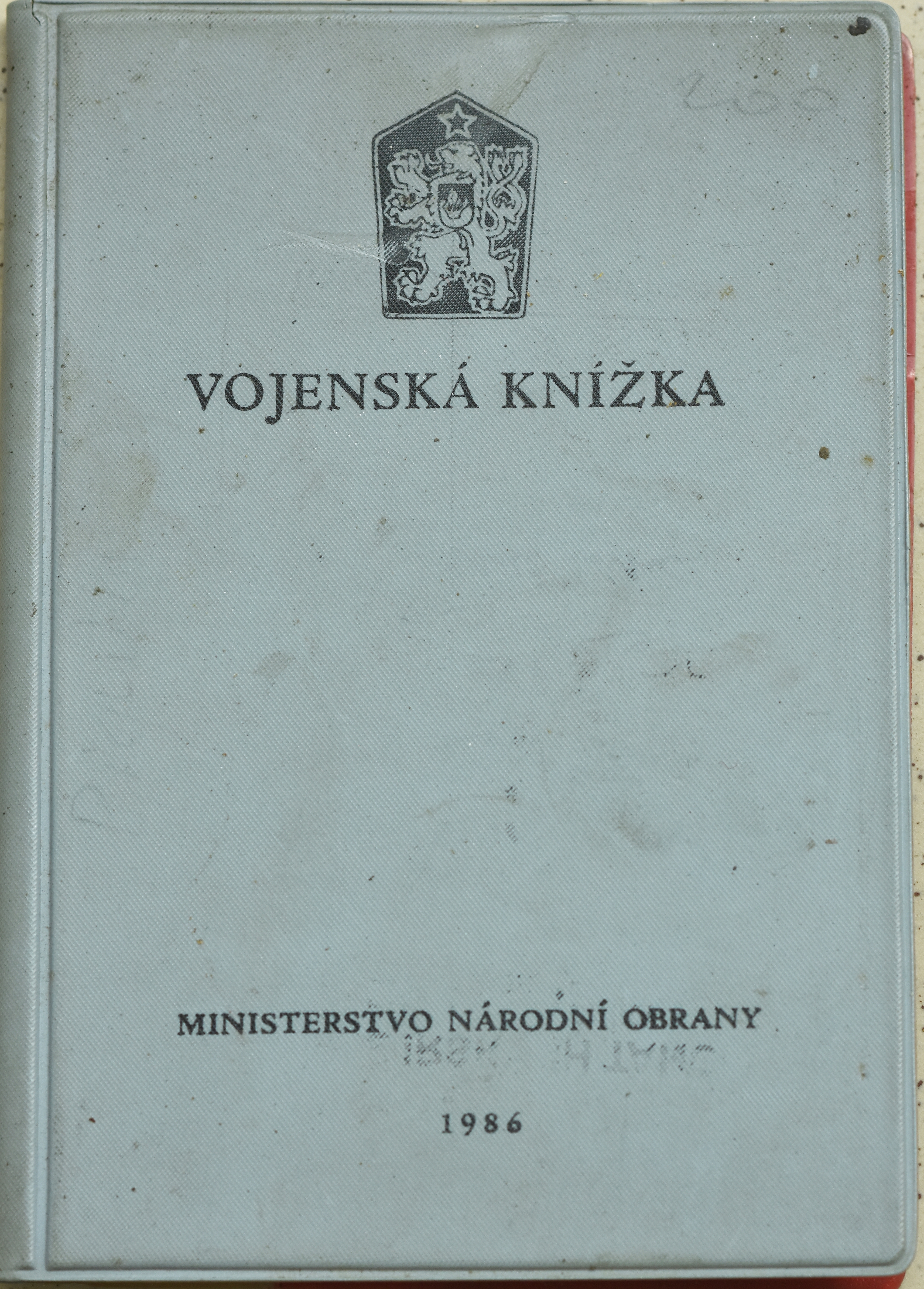
Vojenská knížka z roku 1986

## USA

### Common Access Card

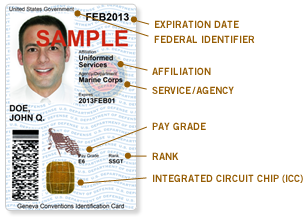
Přední strana vzoru průkazu CAC s popisem

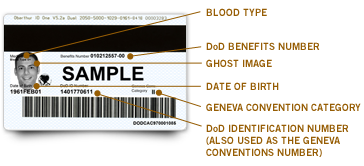
Zadní strana vzoru průkazu CAC s popisem

Průkaz CAC (anglicky Common Access Card, Společná přístupová karta) je jednotná přístupová karta, která je vydávána příslušníkům uniformovaných sborů v činné službě a dalšímu personálu. Její zavedení bylo schváleno Kongresem v roce 1999 a následně implementováno ministerstvem obrany, které do roku 2012 vydalo 24 milionů průkazů CAC. Ty slouží jako průkaz totožnosti, současně umožňují vstup do vojenských základen a dalších chráněných objektů a rovněž se používají k autorizaci přístupu do počítačových sítí a systémů. Jsou vydávány čtyři druhy průkazů CAC:
- Armed Forces of the United States Geneva Conventions Identification Card
  - Standardní karta určená pro příslušníky ozbrojených sil v aktivní službě, vydávaná v souladu s požadavky Ženevských úmluv.
- U.S. Department of Defence and/or Uniformed Services Identification Card
  - Standardní karta pro oprávněné civilní zaměstnance, smluvní pracovníky a zahraniční spolupracovníky, kteří potřebují přístup do objektů Ministerstva obrany a k jeho informačním systémům.
- U.S. Department of Defence and/or Uniformed Services Geneva Conventions Identification Card for Civilians Accompanying the Armed Forces
  - Standardní karta pro civilní osoby, které doprovázejí ozbrojené síly.
- U.S. Department of Defence and/or Uniformed Services Identification and Privilege Card
  - Standardní karta opravňující k využívání příslušných výhod a služeb pro civilní zaměstnance, smluvní pracovníky, příslušníky zahraničních ozbrojených sil a další oprávněné osoby.

Průkazy jsou vydávány v bílém provedení, přičemž některé jsou doplněny barevnými pruhy s tímto významem:
- modrý pruh – držitel není občanem USA
- zelený pruh – držitel je zástupce soukromého dodavatele

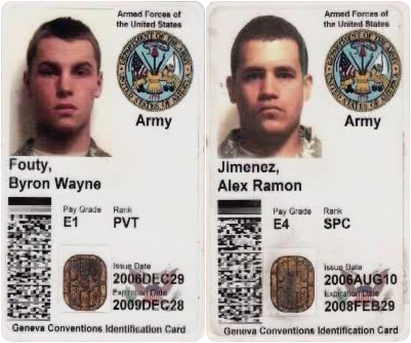
Průkazy CAC příslušníků Armády USA
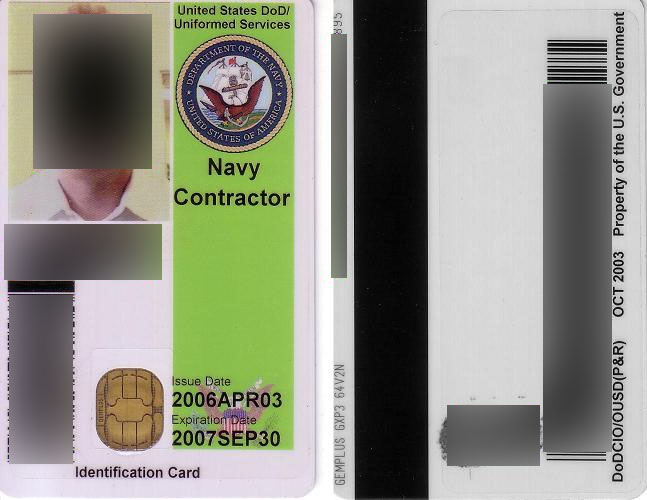
Průkaz CAC soukromého dodavatele pracujícího pro Námořnictvo USA
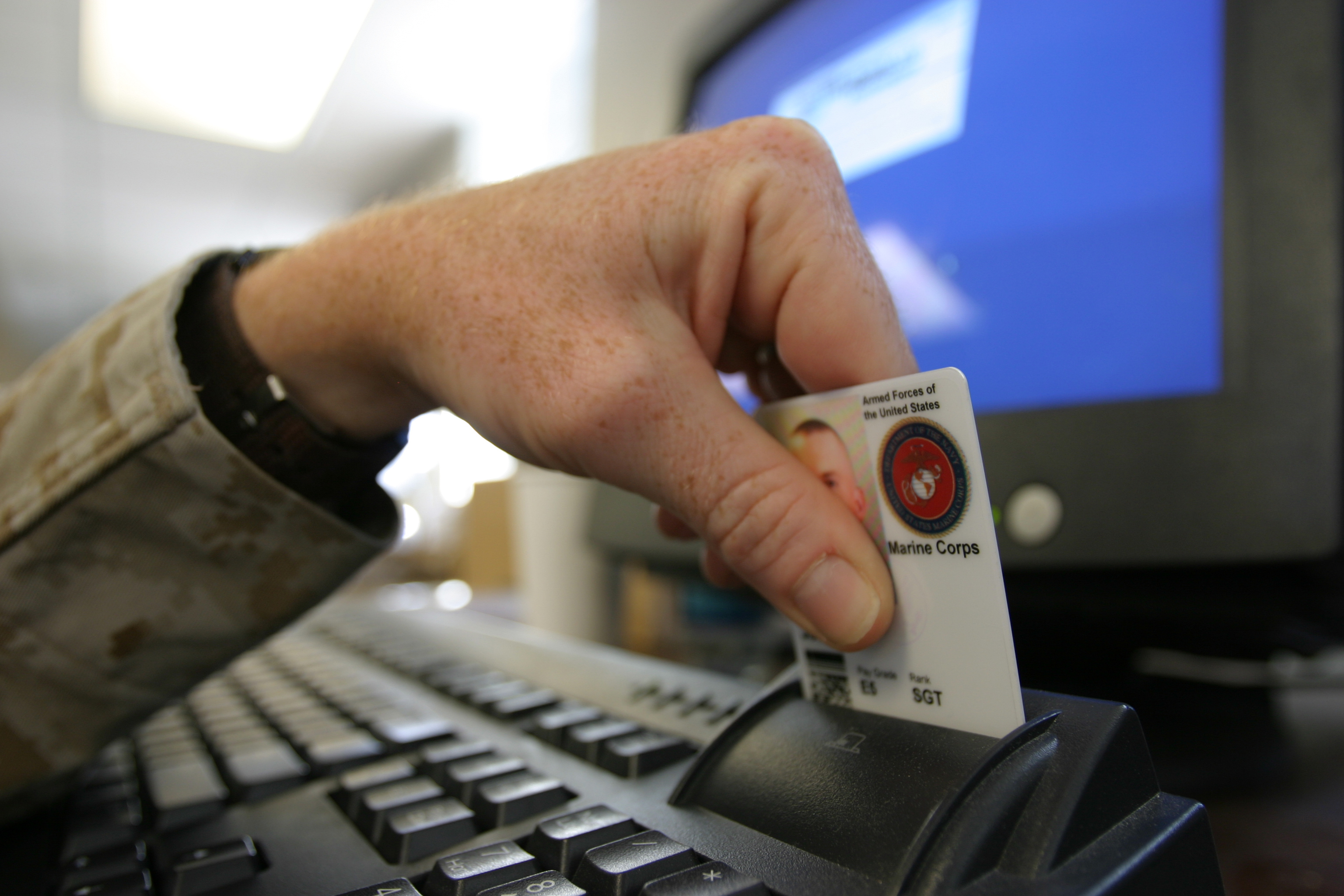
Příslušník Námořní pěchoty USA se přihlašuje do počítačové sítě pomocí průkazu CAC

### Další průkazy

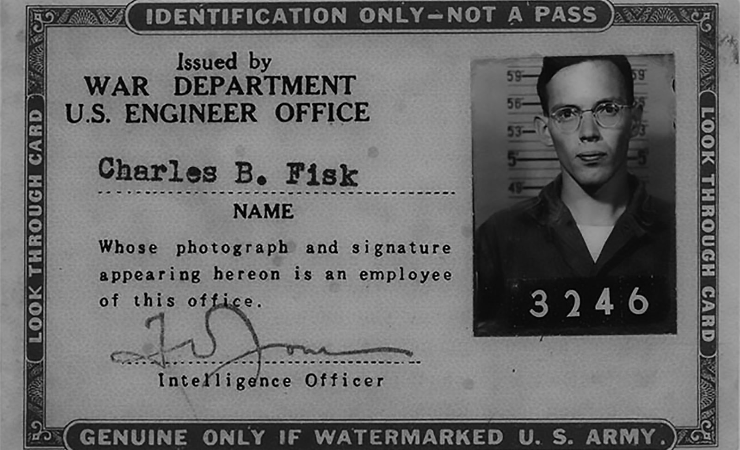
Historický průkaz příslušníka Armády USA (1945)
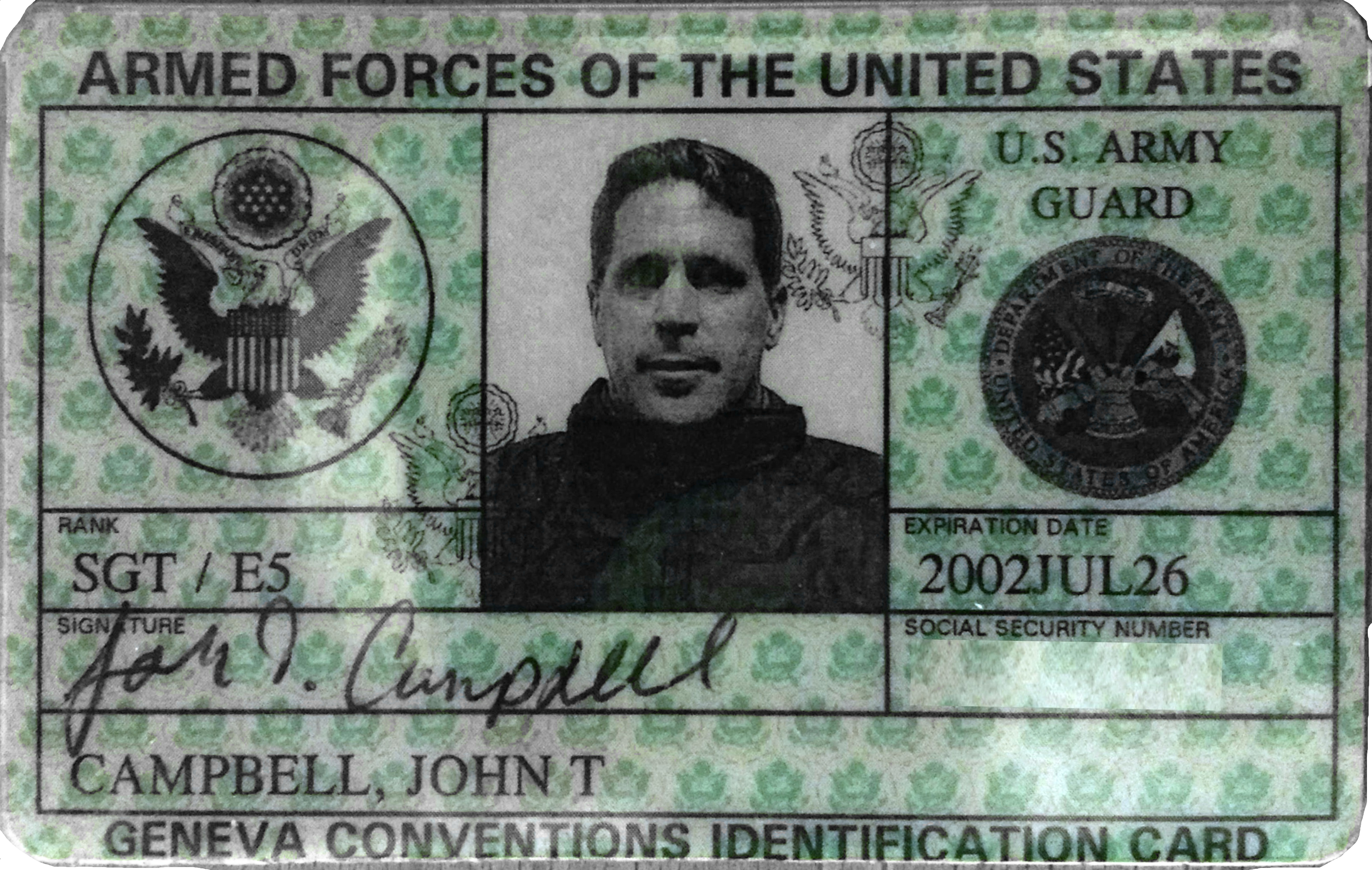
Historický průkaz příslušníka Armády USA (2001)
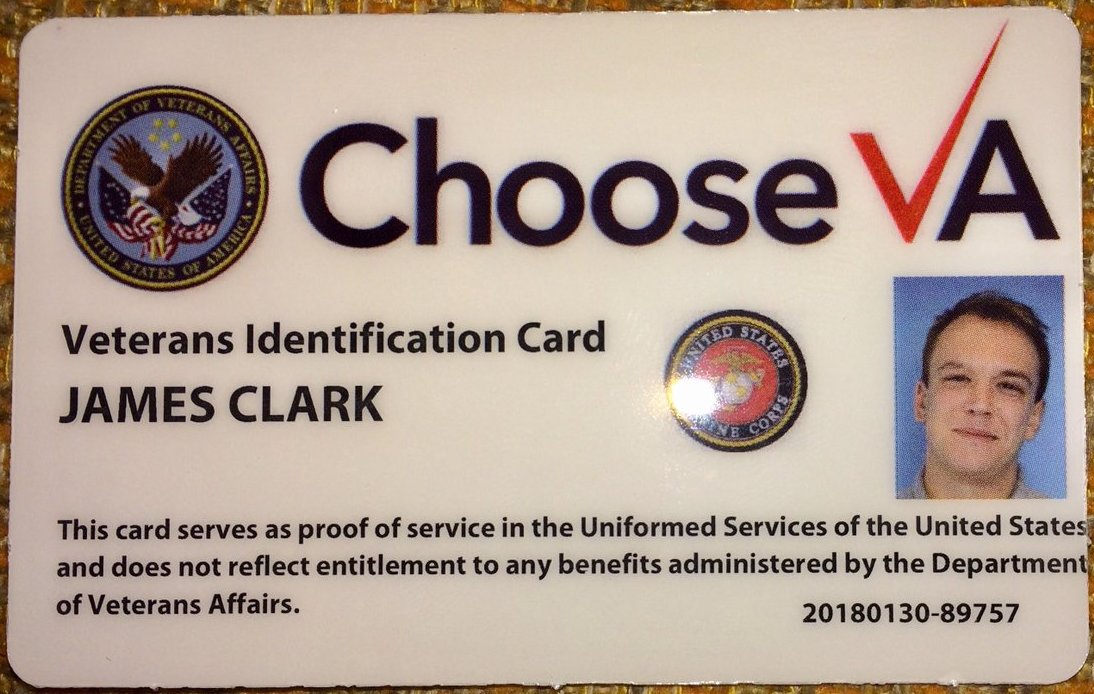
Průkaz vojenského veterána (VIC)

## Další země

### Vojenské průkazy

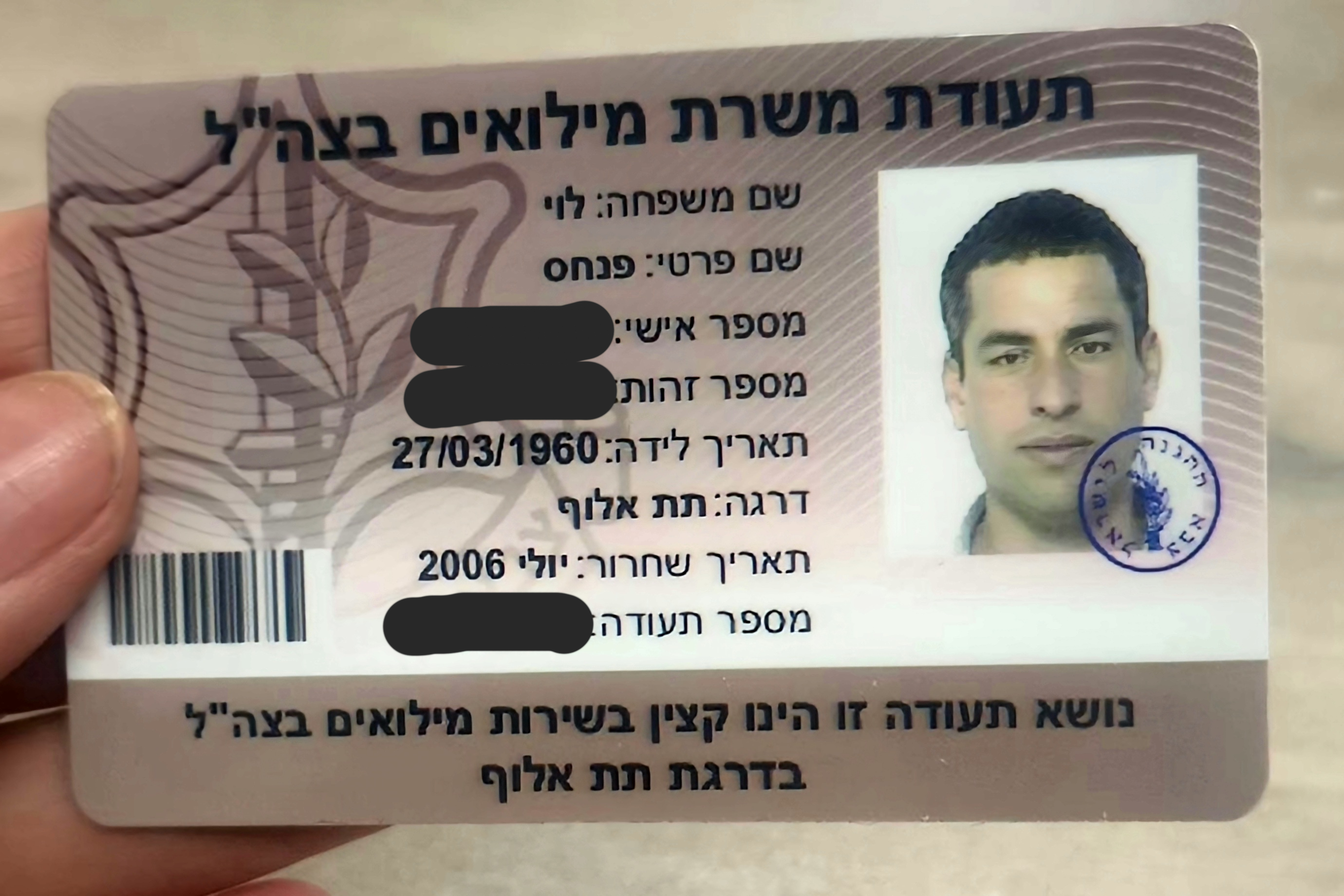
Průkaz příslušníka Izraelské armády v záloze, 2022
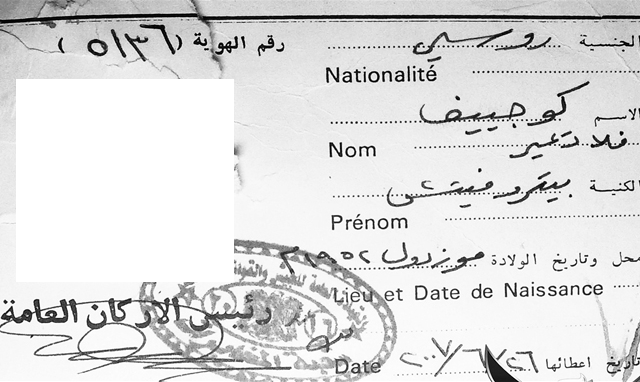
Průkaz Syrských ozbrojených sil
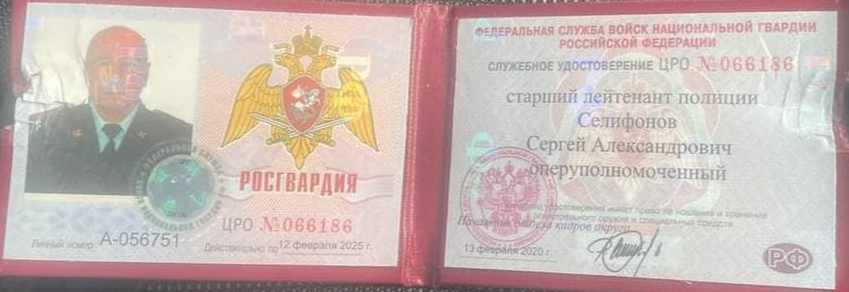
Průkaz příslušníka Národní gardy Ruské federace

### Vojenské knížky

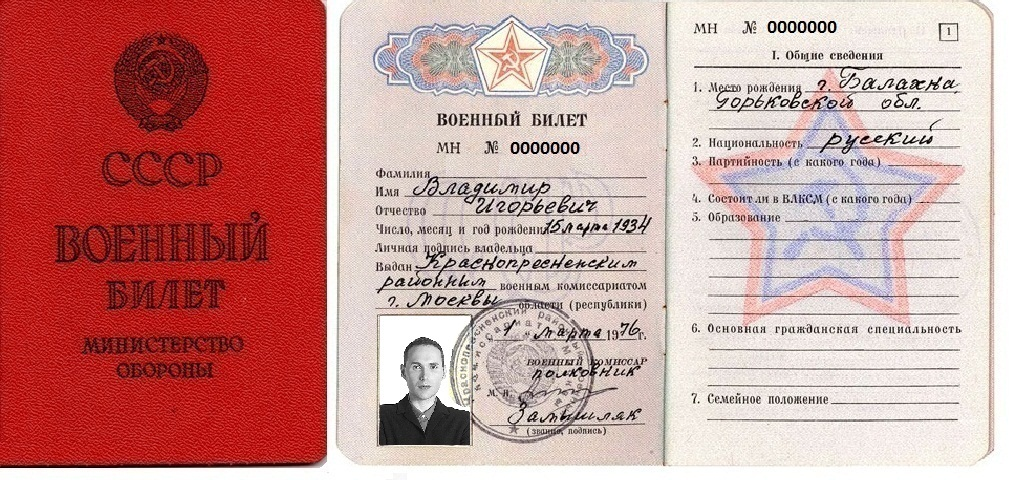
Vojenská knížka Sovětského svazu, 1976
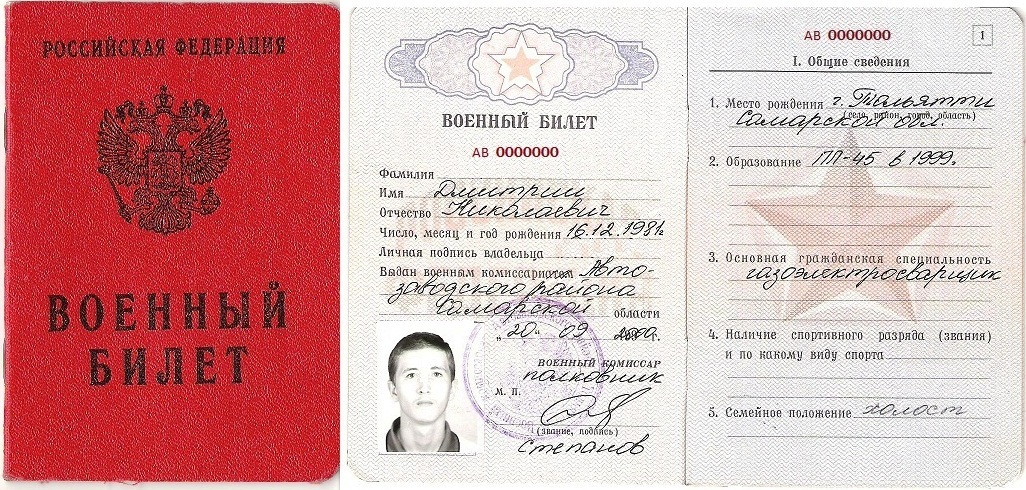
Ruská vojenská knížka, 2000
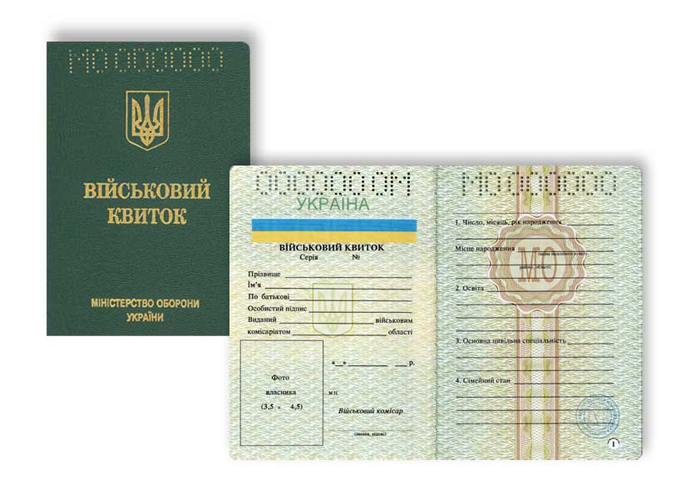
Ukrajinská vojenská knížka, 2012
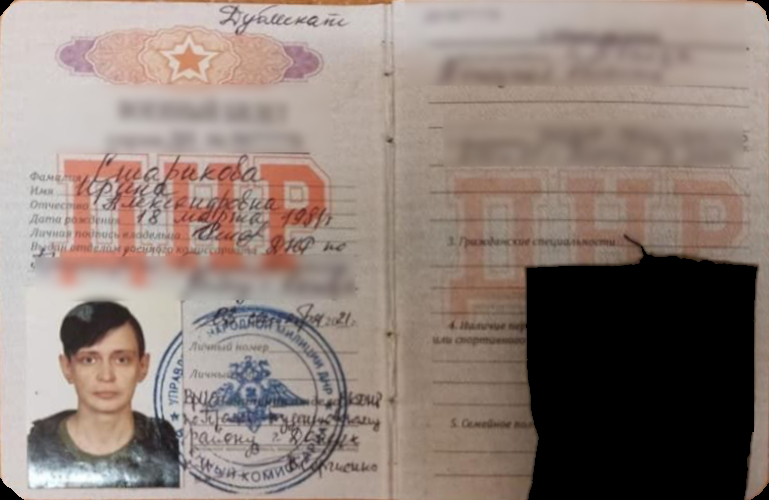
Vojenská knížka Doněcké lidové republiky, 2022
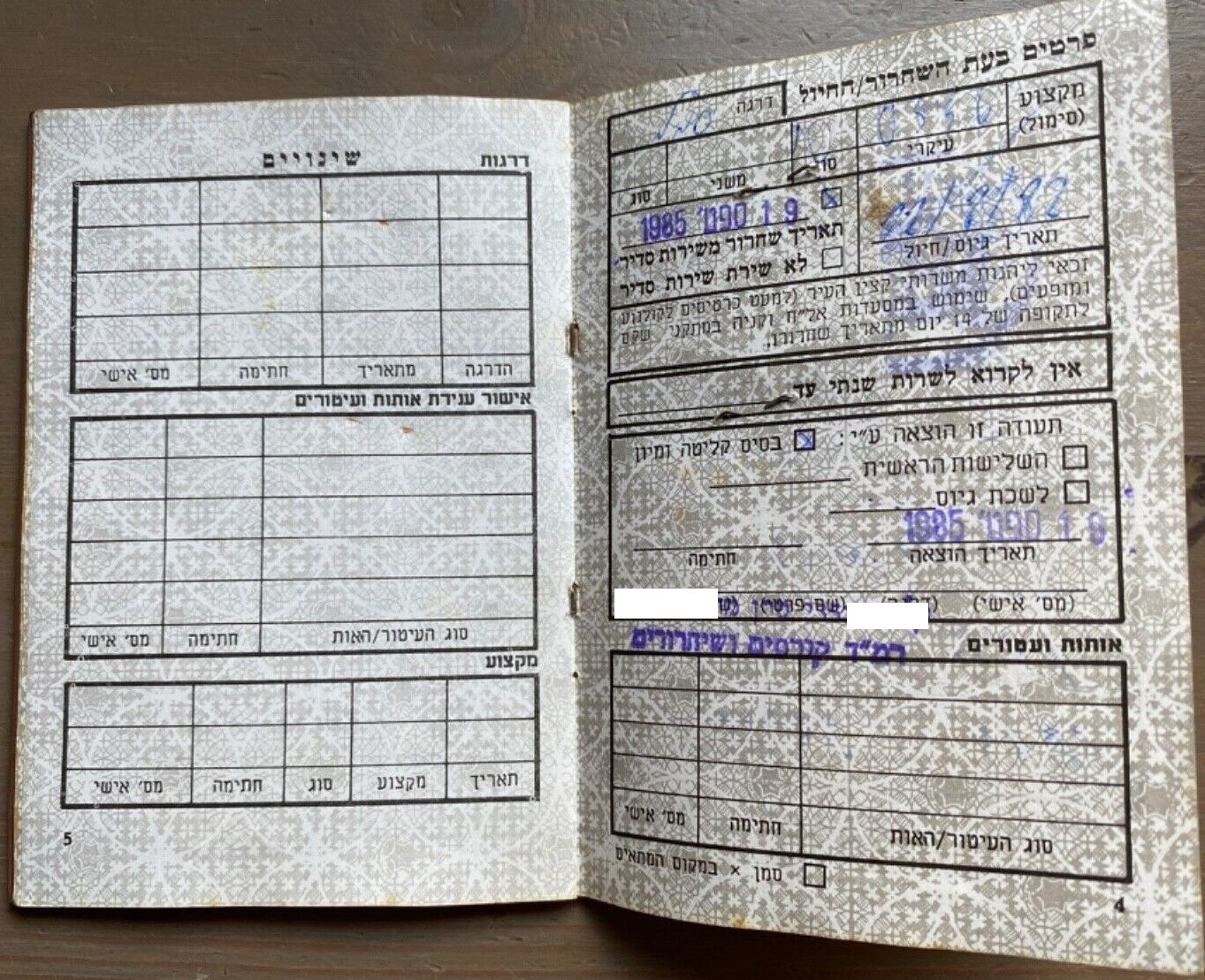
Izraelská vojenská knížka, 1984
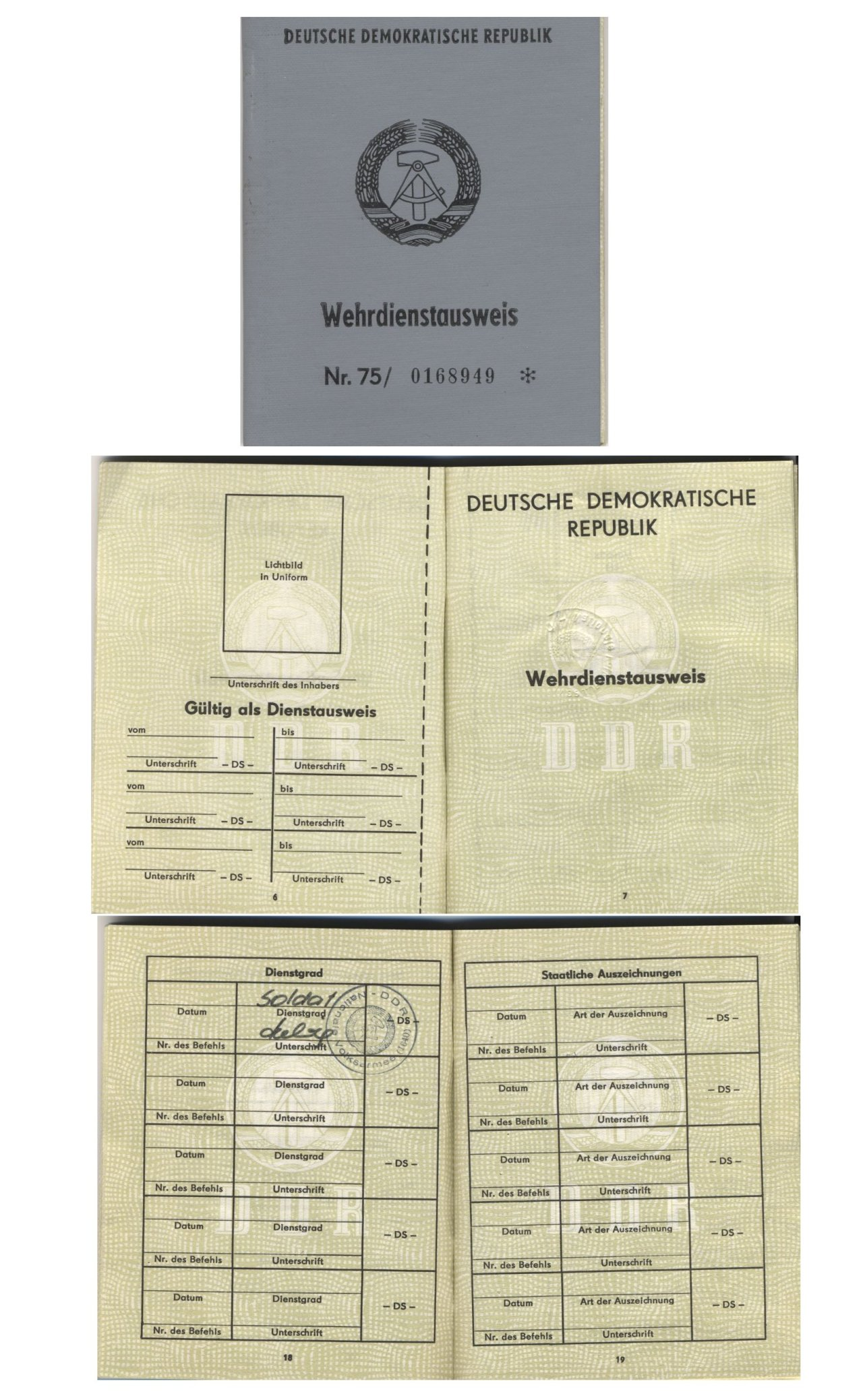
Vojenská knížka Německé demokratické republiky